# 鳥取 (小惑星)
鳥取（とっとり、4720 Tottori）は小惑星帯の小惑星。北海道釧路で上田清二と金田宏が発見した。
日本の鳥取市に因んで命名された。